# Chen Shoushan
Chen Shoushan, 陳守山S, Chen ShoushanP (Taipei, 20 febbraio 1921 – Taipei, 2 luglio 2009), è stato un generale e politico taiwanese, nato con la nazionalità giapponese ma che prestò servizio per la Repubblica di Cina (sia sul continente che a Taiwan) nazionalista.
Ricoprì cariche importanti nell'esercito e nel governo di Taiwan.

## Biografia
Egli è nato a Taipei nel 1921, i suoi antenati erano originari del Fujian.
Si è graduato all'Accademia centrale militare 中央軍校 Huangpo 黄埔 nel sedicesimo anno di questa istituzione.
Ha servito come comandante di compagnia nell'esercito del Guomindang, poi, dopo il ritorno a Taiwan nel 1945, come comandante di corpo d'armata nell'esercito di Taiwan e come insegnante. Ha diretto inoltre la scuola per la formazione dei quadri politici dell'isola. È stato il direttore del Dipartimento della Guerra; comandante in capo delle forze di terra; comandante in capo della guarnigione di Taiwan.
È presidente onorario della ICKF e della KFROC.